# Marek Antczak
Marek Antczak – polski przedsiębiorca, społecznik, mecenas kaliskiej kultury i sportu. Urodził się w Kaliszu w 1949. Jest twórcą i wieloletnim prezesem Grupy Antczak – wywodzącej się z Kalisza, ale działającej w całej Polsce firmy dewelopersko-budowlanej, specjalizującej się obecnie w budownictwie mieszkaniowym, magazynowym i przemysłowym.

## Działalność gospodarcza
Na początku lat 80. XX w. rozpoczął działalność usługową. Stworzona na tej bazie firma budowlana, działająca obecnie jako Grupa Antczak, stała się z czasem największym w rejonie Kalisza i całej południowej Wielkopolski deweloperem mieszkaniowym oraz generalnym wykonawcą prac budowlanych. W trakcie ponad 40 lat działalności Grupa wybudowała ponad 5 tys. mieszkań, m.in. w Kaliszu, Poznaniu, Wrocławiu, Łodzi i Warszawie. W 2021 Grupa rozpoczęła też działalność na niemieckim rynku deweloperskim. Grupa jest też jednym z największych w Polsce wykonawców specjalistycznych powierzchni magazynowo-przemysłowych. W latach 2019–2023 wybudowała ponad 1 mln m kw. takich powierzchni. W 2023 znalazła się w rankingu trzydziestu największych generalnych wykonawców działających na polskim rynku budowlanym. Grupa ma oddziały Kaliszu, Warszawie, Krakowie i Berlinie.

## Działalność społeczna, kulturalna i sportowa
W 2012 został wyróżniony tytułem „Człowiek Roku” w plebiscycie organizowanym przez gazetę „Ziemia Kaliska”. W latach 2005–2019 był prezesem Regionalnej Izby Gospodarczej w Kaliszu, a obecnie jest honorowym prezesem Izby. Jest także członkiem Wielkopolskiej Okręgowej Izby Inżynierów Budownictwa, Wielkopolskiej Izby Budownictwa oraz Wielkopolskiego Klastra Lotniczego.
Był sponsorem i współorganizatorem wielu wydarzeń, akcji artystycznych, koncertów, wystaw, a także książek i wydawnictw o historii Kalisza. Jego działalność w tym obszarze była wielokrotnie wyróżniana – ostatnio tytułem Złotego Mecenasa Kultury, przyznawanym przez Prezydenta Kalisza kolejno w 2021, 2022 i 2023. Jest także członkiem Rady Artystyczno-Programowej Galerii Sztuki im. Jana Tarasina w Kaliszu oraz mecenasem „Zielonej Strefy” galerii. Wspiera też rozwój sportu w Kaliszu, w 2021 został wyróżniony tytułem Mecenas Kaliskiego Sportu.
Z synem Marcinem byli głównymi mecenasami rzeźby „Gaja”, poświęconej Kaliszowi i jego wielokulturowej tradycji. Rzeźba autorstwa Pawła Althamera i Artura Żmijewskiego została odsłonięta w kaliskim Parku Miejskim we wrześniu 2023 z okazji 45-lecia Galerii Sztuki im. Jana Tarasina.
W 2015 został odznaczony Złotym Krzyżem Zasługi oraz Odznaką Honorową za Zasługi dla Gospodarki RP, a w 2022 – Odznaką Honorową za Zasługi dla Województwa Wielkopolskiego. Jest też laureatem wielu prestiżowych nagród gospodarczych i branżowych, w tym Przedsiębiorca Fair Play, Złoty Płatnik, Gazela Biznesu, Diamenty Forbesa oraz Buduj Bezpiecznie. W 2023 zrealizowane przez niego osiedle Między Mostami w Kaliszu zwyciężyło w międzynarodowym konkursie European Property Awards w kategorii Residential Development 20+ Units.